# Домолега, Александр Русланович
Алекса́ндр Русла́нович Домоле́га (укр. Олександр Русланович Домолега; 22 сентября 2003, Запорожье) — украинский футболист, вратарь клуба «Левый берег».

## Биография
Родился в Запорожье. Воспитанник футбольной академии запорожского «Металлурга», в составе которого выступал в ДЮФЛУ. Во взрослом футболе дебютировал 26 сентября 2020 года в победном (8:0) для «Металлурга-2» выездном поединке группы 3 любительского чемпионата Украины против кропивницкой «Звезды». Также находился в заявке первой команды «Металлурга», но на футбольное поле не выходил.
В конце июля 2021 года перебрался в структуру «Ворсклы». В сезоне 2021/22 играл за команду U-19 в юношеском чемпионате Украины. Впервые в заявку главной команды полтавчан попал 8 октября 2022 года, на победный (2:1) домашний поединок 6-го тура Премьер-лиги Украины против одесского «Черноморца». Александр просидел на скамье запасных все 90 минут. На профессиональном уровне дебютировал 24 мая 2024 года в проигранном (0:1) выездном поединке 30-го тура Премьер-лиги Украины против черкасского ЛНЗ. Домолега вышел на поле в стартовом составе и отыграл весь матч.